# باتريسيا مالدونادو
باتريسيا مالدونادو (بالإسبانية: Patricia Maldonado)‏ هي كاتِبة أرجنتينية وبرازيلية، ولدت في 13 مايو 1975 في ساو باولو في البرازيل.

## وصلات خارجية
- باتريسيا مالدونادو على موقع IMDb (الإنجليزية)
- باتريسيا مالدونادو على موقع قاعدة بيانات الفيلم (الإنجليزية)